# Eurovoc
O Eurovoc é um tesauro multilíngue dos termos usados nos documentos e sistemas de informação da União Europeia.
Neste momento o Eurovoc encontra-se disponível nas 22 línguas oficias da União Europeia e em Croata.
A mais recente actualização do Eurovoc é a versão 4.3, adoptada a 28 de Novembro de 2008.